# Rogelio Pagano
Luis Pablo Rogelio Pagano, conocido como Rogelio Pagano es un empresario argentino, presidente y dueño  del Grupo DESA, controlante de las cuatro principales empresas distribuidoras de electricidad de la provincia de Buenos Aires (Edea, Edelap, Eden y Edes), que concentran el 65% del total del mercado provincial, y Edesa, la empresa que provee electricidad a la provincia de Salta. En 2002 fue contratado por Marcelo Mindlin.
En 2014 Pagano junto al Grupo Mindlin y adquiere Desarrolladora Energética SA (DESA). En los dos años siguientes a la elección de Mauricio Macri como presidente de la Nación y María Eugenia Vidal como gobernadora de la provincia de Buenos Aires, DESA compró las cuatro empresas en que había sido dividido el servicio de distribución eléctrica de la provincia de Buenos Aires: Eden (norte y centro), Edes (sur), Edelap (La Plata y alrededores) y Edea (Costa Atlántica y centro). Simultáneamente DESA compró EDESA, la empresa eléctrica de la provincia de Salta. 
Ha sido considerada como uno de los principales conglomerados del proceso de cartelización de la energía en Argentina, siendo denunciada también por mantener relaciones ilegítimas y ser uno de los empresarios identificados con Mauricio Macri, quien se desempeñara como jefe de Gobierno de la Ciudad de Buenos Aires y presidente de la Argentina. Llegando a financiar parte de su campañas electorales.Su primer controlante fue el grupo Techint tras varios escándalos y denuncia por falta de inversiones en los 90 fue denunciada ante la justicia por haber realizado una maniobra financiera que le ocasionó a la privatizada un perjuicio de 55 millones de pesos.

### Grupo DESA
Rogelio Pagano es dueño  del Grupo DESA (Desarrolladora Energética S.A.), compañías distribuidoras Edelap, Edea, Eden y Edes, que operan en distintas regiones de la provincia de Buenos Aires, y Edesa, en Salta.